# Job de Ruiter

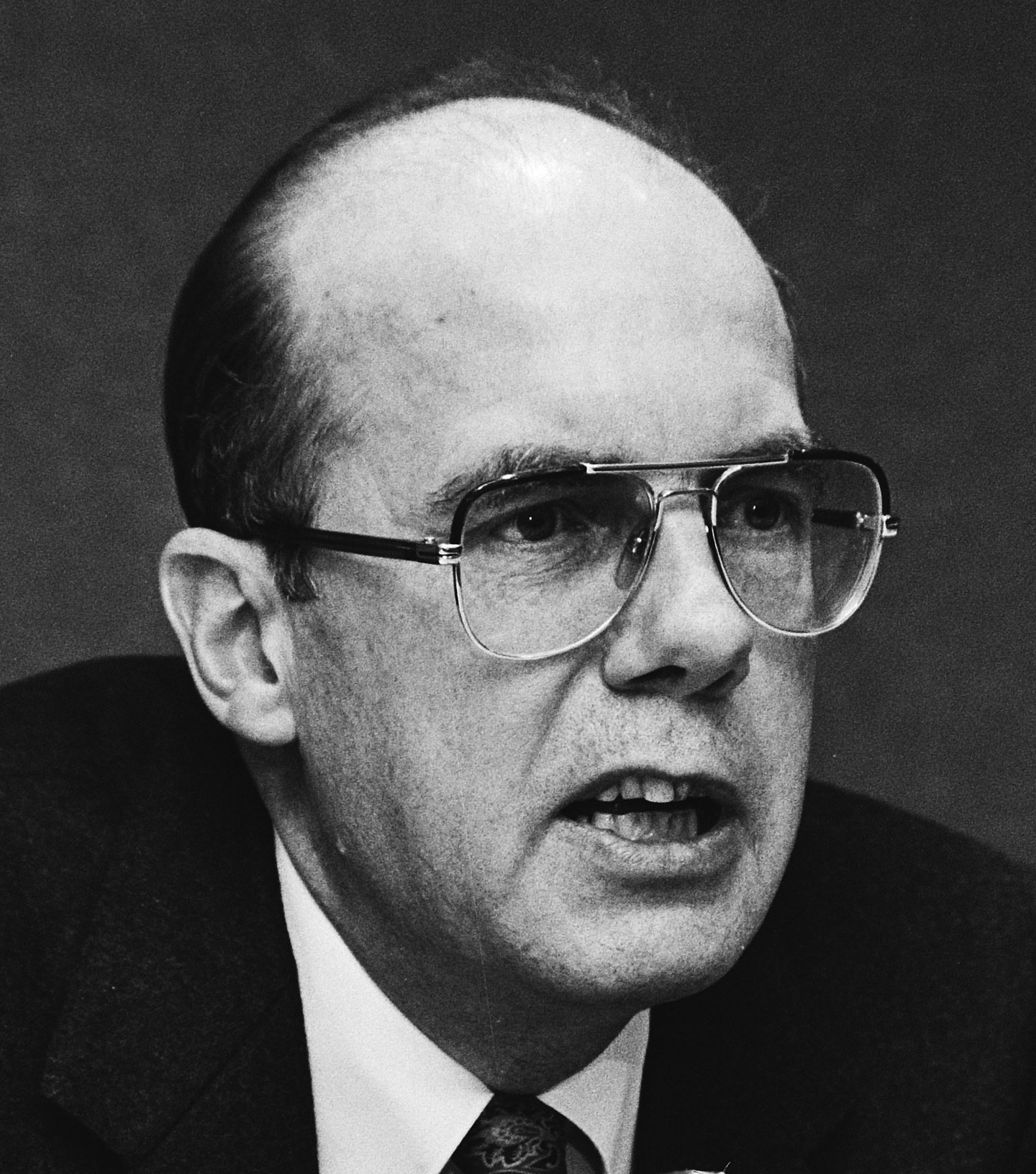
Jacob „Job“ de Ruiter (1980)

Jacob „Job“ de Ruiter (* 30. April 1930 in Giessendam, Provinz Zuid-Holland; † 4. Oktober 2015 in Naarden, Provinz Noord-Holland) war ein niederländischer Jurist, Hochschullehrer und Politiker der Anti-Revolutionaire Partij (ARP) sowie danach des Christen-Democratisch Appèl (CDA), der unter anderem zwischen 1977 und 1982 Justizminister sowie von 1982 bis 1986 Verteidigungsminister war. Als Jurist und Hochschullehrer befasste er sich insbesondere mit Familien-, Jugend- und Jugendstrafrecht und verteidigte während seiner Tätigkeit als Justizminister im Kabinett Van Agt I 1981 zusammen mit dem Minister für Gesundheit und Umwelt Leendert Ginjaar die neue, liberale gesetzliche Regelung zum Schwangerschaftsabbruch, die zum 1. November 1984 in Kraft trat. Als Verteidigungsminister akzeptierte er eine mögliche Stationierung von Marschflugkörpern, wenngleich er nicht als „Falke“ einer Stationierung galt.

## Leben
Jacob „Job“ de Ruiter absolvierte ein Studium der Rechtswissenschaften an der Universität Utrecht, das er 1953 mit einem Magister (Meester in de rechten) abschloss. Er war dort Studienfreund von Willem Aantjes sowie Mitglied der Studentenvereinigung Nieuwe afdeling Utrecht der Societas Studiosorum Reformatorum (SSR-NU). Nachdem er anschließend Wissenschaftlicher Assistent an der Universität Utrecht war, war er zwischen 1955 und 1958 als Rechtsanwalt in Amsterdam tätig. Nach einer richterlichen Fortbildung war er zwischen 1962 und 1963 stellvertretender Leiter der Geschäftsstelle des Arrondissementsgericht Utrecht und legte 1963 seine Promotion zum Doktor der Rechte ab. Im Anschluss übernahm er eine Professur für Rechtswissenschaften an der Vrije Universiteit Amsterdam, wo er sich insbesondere mit Familien-, Jugend- und Jugendstrafrecht befasste. Am 1. September 1976 löste er Isaäc Arend Diepenhorst als Rektor der Freien Universität Amsterdam ab und bekleidete diese Funktion bis zum 19. Dezember 1977, woraufhin Dick Schenkeveld seine Nachfolge antrat.
Am 19. Dezember 1977 wurde de Ruiter, der am 18. Dezember 1979 als Mitglied der Anti-Revolutionaire Partij (ARP) beitrat, Justizminister (Minister van Justitie) im Kabinett Van Agt I und bekleidete dieses Ministeramt vom 11. September 1981 bis 29. Mai 1982 auch im Kabinett Van Agt II sowie vom 29. Mai bis 4. November 1982 im Kabinett Van Agt III. Während dieser Zeit war er zwischen dem 10. Juni und dem 9. September 1981 sowie zwischen dem 16. September und dem 4. November 1982 für den Christen-Democratisch Appèl (CDA) nach den Parlamentswahlen bis zur Regierungsbildung jeweils Mitglied der Zweiten Kammer der Generalstaaten (Tweede Kamer der Staten-Generaal). Im August 1981 gehörte er zu den 16 CDA-Fraktionsmitgliedern, die nur deshalb gegen den Entwurf eines Koalitionsabkommens zwischen CDA, Partij van de Arbeid (PvdA) und Democraten 66 (D66) stimmten, weil der Vorsitzende der Fraktion Dries van Agt bei Annahme zurücktreten würde. Er verteidigte während seiner Tätigkeit als Justizminister im Kabinett Van Agt I 1981 zusammen mit dem Minister für Gesundheit und Umwelt Leendert Ginjaar die neue, liberale gesetzliche Regelung zum Schwangerschaftsabbruch, die zum 1. November 1984 in Kraft trat.
Am 4. November 1982 übernahm Job de Ruiter im Kabinett Lubbers I das Amt des Verteidigungsministers (Minister van Defensie), das er bis zum 14. Juli 1986 innehatte. Als Verteidigungsminister akzeptierte er eine mögliche Stationierung von Marschflugkörpern, wenngleich er nicht als „Falke“ einer Stationierung galt. Nach seinem Ausscheiden aus der Regierung wurde er 1986 Nachfolger von Hendrik Lagerwaard als Generalstaatsanwalt (Procureur-generaal) von Amsterdam und hatte dieses Amt bis 1990 inne, worauf Rutger van Randwijck ihn ablöste. Zugleich wurde er am 25. November 1988 zunächst zum Außerordentlichen Professor für Personen-, Familien- und Jugendrecht an der Universität Utrecht ernannt, an der er zuletzt zwischen dem 1. September 1993 bis zum 1. Mai 1995 eine Ordentliche Professur für Personen-, Familien- und Jugendrecht innehatte. Später war er seit November 2004 auch Vorsitzender des Beratenden Ausschusses für die Grundrechte und die Funktionen der Beamten sowie 2006 Vorsitzender des Investitionsversicherungsausschusses.